# Marc Rademacher
Marc Rademacher (12 de octubre de 1990) es un deportista alemán que compite en bobsleigh en las modalidades doble y cuádruple.
Ganó dos medallas en el Campeonato Mundial de Bobsleigh, oro en 2019 y bronce en 2017, y dos medallas de oro en el Campeonato Europeo de Bobsleigh, en los años 2018 y 2019.

## Palmarés internacional
| Campeonato Mundial | Campeonato Mundial   | Campeonato Mundial | Campeonato Mundial |
| Año                | Lugar                | Medalla            | Prueba             |
| ------------------ | -------------------- | ------------------ | ------------------ |
| 2017               | Königssee (Alemania) | Medalla de bronce  | Equipo             |
| 2019               | Whistler (Canadá)    | Medalla de oro     | Equipo             |
| Campeonato Europeo |                      |                    |                    |
| Año                | Lugar                | Medalla            | Prueba             |
| 2018               | Igls (Austria)       | Medalla de oro     | Cuádruple          |
| 2019               | Königssee (Alemania) | Medalla de oro     | Cuádruple          |